# Keith Giffen

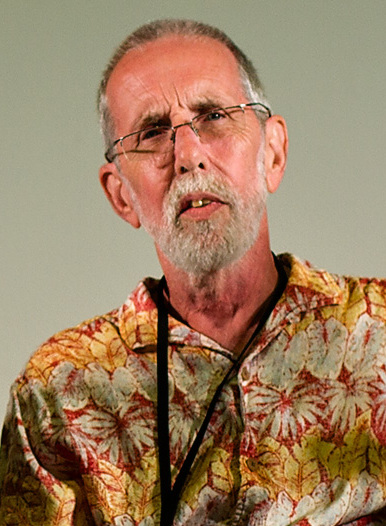
Keith Giffen, 2016

Keith Ian Giffen (* 30. November 1952 in Queens, New York City; † 9. Oktober 2023 in Tampa, Florida) war ein US-amerikanischer Comicautor und -zeichner. Er wurde vor allem bekannt als Schöpfer der Comicfigur Lobo und als Autor populärer Science-Fiction- und Humor-Serien wie Legion of Super-Heroes oder Justice League of America.

## Leben und Arbeit
Giffen begann sich Ende der 1970er Jahre als professioneller Comicautor und -zeichner zu betätigen. Seine ersten veröffentlichten Arbeiten als Zeichner erschienen dabei in der von Bill Mantlo verfassten Schwarzweiß-Serie The Sword and The Star. Für Marvel Comics zeichnete Giffen einige Ausgaben der Serie The Defenders.
In den späten 1970er Jahren und frühen 1980er Jahren folgten dann erste Arbeiten für den führenden US-amerikanischen Verlag DC-Comics, für den Giffen als Autor und/oder Zeichner an Serien wie Justice Society of America, Omega Men, Ambush Bug und All Star Comics tätig wurde. Mitte der 1980er Jahre wurde Giffen durch seine Arbeit an der Serie Justice League schließlich zu einem der populärsten Autoren des US-amerikanischen Comicmarktes. Giffen verfasste Justice League (später Justice League International), der er einen dezidiert humoristisch-satirischen Ton gab, sowie verschiedene Spin-off-Serien wie Justice League Europe und Justice League Quarterly bis 1992 und machte den zuvor schwächelnden Titel zu einem der kommerziell und künstlerisch erfolgreichsten im DC-Programm. Seine Partner waren dabei Co-Autor Jean Marc DeMatteis und Zeichner Kevin Maguire. Als alleiniger Autor wirkte er dabei erstmals als Autor der Serie Trencher. Kennzeichnend für den Autor Giffen sind dabei vor allem sein beißender Witz, seine überraschenden und verrückten Einfälle und sein satirischer Schreibansatz.
Während Giffen in den Anfangsjahren seiner Karriere als Autor häufig nur als Autor der Plotte seiner Geschichten arbeitete und Co-Autoren die Ausformulierung der in den Heften erscheinenden Dialoge überließ, übernahm er seit Mitte der 1980er Jahre vermehrt sowohl die Tätigkeit des Plotters als auch die des Dialogschreibers. Zu Giffens häufigsten Co-Autoren zählten dabei neben Dematteis, Alan Grant, Robert Loren Fleming und Erik Larsen.
Zur selben Zeit arbeitete Giffen für DC an weiteren Serien wie Legion of Super-Heroes und Doctor Fate sowie der Miniserien The Heckler (1992). Einen besonderen Platz in Giffens Werk nahm dabei die Arbeit an der von ihm während seiner Arbeit an Omega Men geschaffenen Figur des Weltraum-Rüpels Lobo ein: Diesen baute er zunächst in einige seiner Justice-League-Geschichten ein, bevor er ihn in den Mittelpunkt eigenständiger Publikationen rückte und so eine der erfolgreichsten Comicreihen der frühen 1990er ins Leben rief, weswegen die Schöpfung der Lobo-Figur heute mehrheitlich als Giffens wirkungsreichste künstlerische Arbeit gilt.
In den 1990er Jahren schrieb und/oder zeichnete Giffen für Marvel Comics an den Serien Nick Fury's Howling Commandos und Annihilation sowie für diverse Serien der Dark-Horse-Reihe New Line Heroes. Hinzu kamen Projekte wie Woodgod, Drax the Destroyer, Reign of the Zodiac, Vext und Trencher.
Daneben arbeitete Giffen als Storyboard-Artist für Zeichentrickserien wie The Real Ghostbusters.
Ab 2001 arbeitete Giffen erneut für DC-Comics. So schrieb und zeichnete er für die Neuauflage der Serie Suicide Squad, verfasste eine weitere Lobo-Miniserie (2003) und arbeitete an den 52-teiligen Maxiserien 52 und Countdown.

### Giffens Arbeit an Lobo
1982 schuf Giffen gemeinsam mit dem Autor Roger Slifer die bis heute ungebrochen populäre Figur des extrem gewalttätigen, intergalaktischen Kopfgeldjägers Lobo vom Planeten Czarnia, den die beiden erstmals in der Ausgabe #3 der von ihnen gemeinsam betreuten Science-Fiction-Serie Omega Men vorstellten.
In den ausgehenden 1980er und frühen 1990er Jahren erlangte die Lobo-Figur zunächst als antiheroischer „Gaststar“ in diversen anderen Serien des DC-Verlages wie Superman, Mister Miracle und Justice League International, dann als eine der Hauptfiguren in den Team-Serien L.E.G.I.O.N. und R.E.B.E.L.S. große Popularität, und galt schließlich als eine der beliebtesten Figuren im Programm des Verlages. DC trug diesem Umstand schließlich Rechnung, indem es der Figur im Laufe der 1990er Jahre zahllose One-Shot-Specials, Miniserien und schließlich sogar eine eigene, von 1993 bis 1998 erscheinende, vierundsechzig Ausgaben erreichende, fortlaufende Serie veröffentlichte.
Giffen hatte an der kommerziellen Vermarktung der Popularität seiner Schöpfung – die zwischen 1989 und 1994/1995 in einem regelrechten „Lobo-Hype“ gipfelte – als Autor mehrerer auf ein erwachsenes Publikum abzielender Miniserien „härterer Gangart“ Anteil. So schrieb er – gemeinsam mit dem Schotten Alan Grant – die von Simon Bisley gezeichneten Miniserien Lobo: Miss Tibb (1990) und Lobo’s Back (1992) sowie den One Shot Lobo: Paramilitary Christmas (1993), bevor er sich 1993 mit DC-Comics wegen dessen „Lobo-Politik“ überwarf und sich fortan von allen Lobo-Veröffentlichungen distanzierte. Als Grund dafür gab er an, dass er den Start der fortlaufenden Lobo-Serie für einen schweren Fehler halten würde, weil er Lobo als „konzeptionell nur für in sich abgeschlossene Geschichten geeignet“ ansehe und eine länger laufende Serie als der Figur schadend, weil sie überstrapazierend und abnutzend, betrachte. Infolgedessen brach Giffen auch den Kontakt zu seinem Partner Alan Grant für mehrere Jahre ab, der sich nach langem Zögern schließlich bereit erklärt hatte, die Geschichten für die fortlaufende Lobo-Serie zu schreiben. 2004, sechs Jahre nach der Einstellung der fortlaufenden Serie, kehrte Giffen schließlich zu Lobo zurück und legte eine neue, vierteilige dem ursprünglichen Konzept der Figur treue Miniserie vor.
Er starb am 9. Oktober 2023 im Alter von 70 Jahren.

## Auszeichnung
2004 erhielt Giffen zusammen mit J.M. DeMatteis, Kevin Maguire und Joe Rubinstein den Eisner Award für die Serie Formerly Known as the Justice League in der Kategorie „Best Humor Publication“ (Beste humoristische Publikation).